# Локалита Брешано (Мачерата)
Локалита Брешано (итал. Località Bresciano) насеље је у Италији у округу Мачерата, региону Марке.
Према процени из 2011. у насељу је живело 64 становника. Насеље се налази на надморској висини од 425 м.